# Trionychiperna carli
Trionychiperna carli is een hooiwagen uit de familie Trionyxellidae.